# Martin Hamann (Skispringer)
Martin Hamann (* 10. April 1997 in Altenbach) ist ein deutscher Skispringer. Er startet für die SG Nickelhütte Aue.

## Werdegang
Hamann begann seine Skisprunglaufbahn 2004 bei der Abteilung Ski des SV Lok Eilenburg auf der dortigen Josef-Dotzauer-Sprungschanze. Sein erster internationaler Start erfolgte im Rahmen von zwei Wettbewerben des Alpencups am 28. und 29. September 2012 in Oberstdorf, bei denen er die Plätze 59 und 51 belegte. Im darauffolgenden Dezember startete Hamann mit seiner Teilnahme an zwei Wettbewerben in Winterberg erstmals im FIS Cup, hier wurde er 44. und 35. Im Laufe der nächsten Jahre folgten regelmäßig weitere Teilnahmen.
Hamann debütierte mit einem 22. Platz beim Wettbewerb in Kuopio am 17. August 2014 im Continental-Cup. Bei der Vierschanzentournee 2014/15 war er Teil der nationalen Gruppe Deutschlands, schaffte jedoch sowohl in Oberstdorf als auch in Garmisch-Partenkirchen nicht die Qualifikation. Nach weiteren regelmäßigen Teilnahmen am Continental Cup in den folgenden Jahren erreichte Hamann mit einem dritten Platz am 13. März 2016 in Tschaikowski erstmals einen Podestplatz im Continental Cup. Am Ende der Saison 2015/16 belegte er Platz 20 mit 347 Punkten.
Bei den Deutschen Meisterschaften 2016 in Oberhof gewann er im Mannschaftswettbewerb zusammen mit Julian Hahn, Johannes Schubert und Richard Freitag die Silbermedaille.
Bei den Junioren-Weltmeisterschaften 2017 in Park City, Utah gewann Hamann im Mannschaftswettbewerb von der Normalschanze zusammen mit Felix Hoffmann, Tim Fuchs und Constantin Schmid die Silbermedaille hinter Slowenien und vor Österreich.
Im Sommer 2020 startete Hamann zunächst im Grand Prix in Wisła, wo aufgrund der COVID-19-Pandemie die einzigen internationalen Wettbewerbe auf höchstem Niveau stattfanden. Am zweiten Wettkampftag belegte er den 16. Platz, womit er schließlich Rang 23 in der Gesamtwertung einnahm. Wenige Wochen später fanden von der Malinka in Wisła auch die einzigen Sommer-Wettbewerbe des Continental Cups statt, die Hamann dominieren konnte und so seinen zweiten und dritten Continental-Cup-Sieg feierte. Aufgrund der geringen Anzahl an Wettbewerben wurde den deutschen Meisterschaften 2020 in Oberstdorf eine höhere Bedeutung als üblich zugeschrieben. Dementsprechend ist die Leistung Hamanns hoch zu bewerten, da dieser mit dem zweiten Rang hinter Markus Eisenbichler und vor dem Titelverteidiger Karl Geiger seine erste Einzelmedaille gewann. Beim Auftakt der Weltcup-Saison 2020/21 in Wisła erreichte Hamann als 18. zum ersten Mal seit mehr als anderthalb Jahren wieder die Punkteränge. Dabei sprang er im zweiten Durchgang auf 138,5 Meter, konnte den Sprung aufgrund des erhöhten Landedrucks über der Hillsize allerdings nicht stehen.

## Privates
Martin Hamann stammt aus Altenbach bei Wurzen. Er schloss die Eliteschule des Wintersports in Oberwiesenthal mit dem Abitur ab. Neben seiner Skisprungkarriere lässt er sich zum Polizeimeister ausbilden. Hamann ist Mitglied im Fanclub RB-Freunde Bennewitz.

## Erfolge

### Grand-Prix-Siege im Team
| Nr. | Datum           | Ort         | Typ               |
| --- | --------------- | ----------- | ----------------- |
| 1.  | 8. Oktober 2023 | Klingenthal | Großschanze Mixed |

### Continental-Cup-Siege im Einzel
| Nr. | Datum              | Ort     | Typ         |
| --- | ------------------ | ------- | ----------- |
| 1.  | 27. Januar 2019    | Planica | Großschanze |
| 2.  | 18. September 2020 | Wisła   | Großschanze |
| 3.  | 19. September 2020 | Wisła   | Großschanze |

## Statistik

### Weltcup-Platzierungen
| Saison  | Platz | Punkte |
| ------- | ----- | ------ |
| 2018/19 | 49.   | 019    |
| 2020/21 | 24.   | 216    |
| 2023/24 | 44.   | 059    |

### Grand-Prix-Platzierungen
| Saison | Platz | Punkte |
| ------ | ----- | ------ |
| 2016   | 70.   | 008    |
| 2017   | 78.   | 005    |
| 2018   | 44.   | 037    |
| 2019   | 67.   | 003    |
| 2020   | 23.   | 016    |
| 2021   | 81.   | 004    |
| 2022   | 60.   | 013    |
| 2023   | 29.   | 073    |

### Continental-Cup-Platzierungen
| Saison  | Platz | Punkte |
| ------- | ----- | ------ |
| 2014/15 | 146.  | 013    |
| 2015/16 | 025.  | 409    |
| 2016/17 | 030.  | 361    |
| 2017/18 | 033.  | 351    |
| 2018/19 | 009.  | 769    |
| 2019/20 | 013.  | 559    |